# Cristiano da Silva
Cristiano da Silva (Campo Mourão, 12 januari 1987) is een Braziliaans voetballer.

## Carrière
Hij tekende in 2012 bij Red Bull Salzburg. Met deze club werd hij in 2012 kampioen van de Bundesliga. Hij tekende in 2013 bij Tochigi SC in de J2 League. Hij tekende in 2014 bij Ventforet Kofu in de J1 League. Hij tekende in de zomer van 2016 bij Kashiwa Reysol. In 6 jaar speelde hij er 167 competitiewedstrijden en scoorde 59 goals. Hij tekende in 2022 bij V-Varen Nagasaki. Hierna kwam hij uit voor Ventforet Kofu. In 2024 keerde hij terug naar Brazilië waar hij voor Paraná Clube ging spelen.